# Miko Hughes
Miko Hughes, all'anagrafe Michael John Hughes (Apple Valley, 22 febbraio 1986), è un attore statunitense.

## Biografia
Figlio di John Hughes, un tecnico degli effetti speciali, inizia la sua carriera in tenera età, facendo delle apparizioni in diversi film.
Tra i suoi ruoli più famosi come giovane attore cinematografico vi sono quello del malvagio Gage Creed in Cimitero vivente (1989), di Dylan Porter in Nightmare - Nuovo incubo (1994), del ragazzino vagabondo Zack in Spawn (1997), e  in particolare quello di Simon Lynch, il bambino autistico in Codice Mercury (1998), al fianco di Bruce Willis.
Nel corso della sua carriera, Hughes ha ottenuto dodici candidature e diciotto vittorie agli Young Artist Awards, e una candidatura ai Saturn Award.

## Filmografia

### Cinema
- Cimitero vivente (Pet Sematary) (1989)
- La voce dell'innocenza (Unspeakable Acts) (1990)
- Un poliziotto alle elementari (Kindergarten Cop), regia di Ivan Reitman (1990)
- Un eroe piccolo piccolo (Jack the Bear), regia di Marshall Herskovitz (1993)
- Natural Selection (Dark Reflection) (1994)
- Poliziotti a domicilio (Cops and Robbersons) (1994)
- Nightmare - Nuovo incubo (New Nightmare), regia di Wes Craven (1994)
- Viaggio nell'incubo (Trail of Tears) (1995)
- Apollo 13 (Apollo 13: The IMAX Experience), regia di Ron Howard (1995)
- Zeus e Roxanne - Amici per la pinna (Zeus and Roxanne) (1997)
- Spawn, regia di Mark A.Z. Dippé (1997)
- La vera storia di Sue Rodriguez (At the End of the Day: The Sue Rodriguez Story) (1998)
- Codice Mercury (Mercury Rising), regia di Harold Becker (1998)
- Fly Boy (One Last Flight) (1999)
- Ritorno a Grizzly Mountain (Escape to Grizzly Mountain) (2000)
- Magic Rock (2001)
- Clockstoppers, regia di Jonathan Frakes (2002)
- Dogg's Hamlet, Cahoot's Macbeth, regia di Joey Zimmerman (2005)
- Surf School (2006)
- Thou Shalt Not, regia di Mary Lambert (2007)

### Televisione
- Gli amici di papà (Full House) (1990-1995)
- Beverly Hills 90210 (Beverly Hills, 90210), episodio Fantasmi del passato (1991)
- Prova schiacciante (The Burden of Proof), regia di Mike Robe (1992) - film TV
- La tata (The Nanny), episodio Una domenica al parco (1994)
- Il tocco di un angelo (Touched by an Angel), episodio Attrazione per il diavolo (1995)
- Baywatch, episodio Un delfino per amico (1998)
- Senza lasciare traccia (Senza lasciare tracce) (Sottile come la morte) (Lethal Vows) (1999)
- Roswell, episodi Il raccolto- Scomparsi-Vertice per la pace (pt. II) (2000)
- Boston Public, episodi La cima della piramide-Marla sotto accusa-Matricole sotto pressione (2003)
- Veronica Mars, episodio L'autista (2005)

## Doppiatori italiani
- Gemma Donati in Poliziotti a domicilio, Nightmare - Nuovo incubo
- Alessio De Filippis in Spawn, Cimitero vivente